# Mala terca
Mala terca je majnši izmed dveh konvencionalno uporabljanih intervalov, ki obsegata tri diatonične stopnje. Intervalna kvaliteta (pridevnik) 'mala' označuje, da je od velike terce majnša za en polton: mala terca obsega tri poltone (velika pa štiri). Okrajšava za malo terco je m3, njena inverzija  pa je velika seksta. 
Mala terca je značilen interval molove lestvice.